# Rina Lazo
Rina Lazo Wasem (Guatemala, 1923 – Mexico, 2019) est une artiste peintre guatémaltèque-mexicaine.
Elle commence sa carrière dans la peinture murale auprès de l'artiste mexicain Diego Rivera comme assistante. Ils collaborent de 1947 à sa mort en 1957 sur des projets au Mexique et au Guatemala. Par la suite, elle reste une peintre active, mieux connue pour ses œuvres murales que ses toiles, bien que ces dernières aient été exposées dans plusieurs pays, ce qui en fait l'une des artistes les plus connues du Guatemala. Elle est membre du mouvement du muralisme mexicain tandis qu'elle critique les artistes modernes comme étant trop commerciaux et non engagés pour des causes sociales. Elle estime que le muralisme est appelé à revenir au Mexique.

## Biographie
Rina Lazo naît le 23 octobre 1923 à Guatemala, la capitale du pays homonyme, d'Arturo Lazo et Melanea Wasem. Elle fréquente l'école allemande du Guatemala (en) du primaire au secondaire et passe son enfance à Cobán, où elle a des contacts avec des communautés mayas locales, ce qui aura plus tard un impact important sur son art,.
Lazo commence à étudier l'art à l'Académie nationale des beaux-arts (en) de Guatemala (qui porte aujourd'hui le nom d'École nationale des beaux-arts Rafael Rodríguez Padilla) au début des années 1940. Elle y travaille comme assistante de Julio Urruela pour peindre des peintures murales au Palais national de la culture du Guatemala (en),. En 1945, elle gagne une bourse du président Arévalo pour étudier l'art au Mexique, à l'École nationale de peinture, sculpture et gravure La Esmeralda (en). Elle déclare plus tard que c'est la raison pour laquelle elle quitte le pays, et non la révolution qui a lieu à l'époque,. À l'école, elle étudie avec Carlos Orozco Romero, Jesús Guerrero Galván, Alfredo Zalce, Federico Cantú et Manuel Rodríguez Lozano mais devient rapidement une élève préférée de Diego Rivera, qu'elle considère comme son meilleur professeur,,. Elle rencontre Frida Kahlo chez elle et chez Rivera à Coyoacán.
Lazo épouse l'artiste mexicain Arturo García Bustos (es) en 1949. Leur maison aurait été la résidence de la Malinche, puis un monastère, une prison et un hôpital. En 2006, après y avoir vécu pendant plus de quarante ans, ils ouvrent une partie du rez-de-chaussée pour abriter la Galería de la Casa Colorada. Cette galerie est dirigée par leur fille, Rina García Lazo, architecte,. Lazo déclare que la maison et le voisinage environnant les ont inspirés tous les deux pour son histoire et les légendes qui lui sont associées.
La première partie de sa vie artistique, sociale et politique est étroitement liée à celle de Rivera et Kahlo, et elle devient une militante partisane du Parti communiste mexicain.

## Carrière

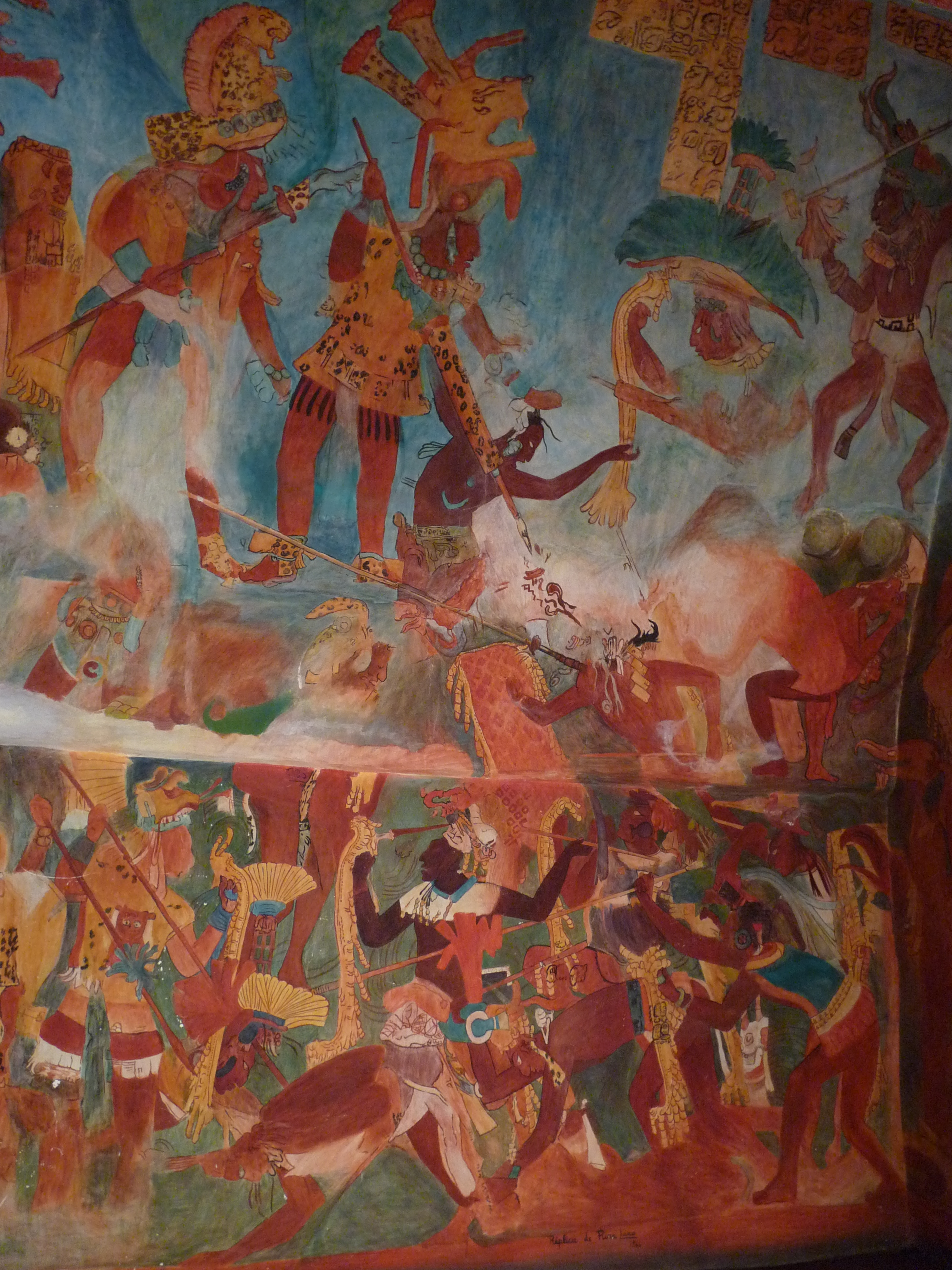
Reproduction de fresques mayas du site archéologique de Bonampak. MNA, Mexico (en 2009).

La carrière artistique de Lazo commence peu de temps après son arrivée à l'École nationale de peinture, sculpture et gravure La Esmeralda (en), quand Diego Rivera l'embauche comme assistante. Sa première collaboration avec lui remonte à 1947, sur la peinture murale intitulée Sueño de una tarde dominical en la Alameda Central pour l'Hôtel del Prado. Rivera l'a appelée sa « main droite » et « la meilleure de ses élèves »,.
Depuis lors jusqu'à sa mort en 1957, elle travaille avec lui sur un certain nombre de peintures murales, ce qui conduit sa carrière à être principalement dans la peinture murale,. Ces projets comprennent des peintures murales réalisées à Cáracamo del Río Lerma à Chapultepec intitulée El agua, origen de la vida sobre la tierra (1951), la peinture murale en pierre naturelle du stade olympique de Ciudad Universitaria (1952), deux à l'hôpital La Raza : El pueblo en demanda de salud et Historia de la medicina en México (1953), et un au Guatemala, La gloriosa victoria (1954) au Palais national de Culture. Le dernier dépeint le coup d'État qui a évincé le président guatémaltèque Jacobo Árbenz Guzmán, dont la faute est imputée aux États-Unis. Lazo elle-même apparaît dans cette fresque comme une jeune combattante de la guérilla dans un chemisier rouge vif,.
En plus de travailler avec Rivera, Lazo exécute un certain nombre de ses propres projets de peintures murales au cours de sa carrière. Elle produit des fresques, des peintures murales en vinyle et en stuc à Guatemala et à divers endroits au Mexique. Avant de se marier, elle crée une fresque à l'Escuela Rural de Temixco dans le but de faire reconnaître le Parti communiste dans l'État de Morelos. Sa peinture murale suivante, Tierra fertile (1954), est basée sur des scènes de la région de Tikal au musée de l'université de San Carlos,. Une autre peinture murale qu'elle a créée au Guatemala est Venceremos (1959), à laquelle le gouvernement guatémaltèque rendra plus tard hommage avec d'autres peintures murales.
En 1966, elle crée deux reproductions des peintures murales précolombiennes à Bonampak. La première et la plus grande a été réalisée au musée national d'anthropologie de Mexico dans une structure maya reproduite spécialement pour l'œuvre. Elle est sélectionnée pour cette commande en raison de son expérience du travail dans les fresques avec Rivera. Ce travail a conduit à la demande d'une deuxième reproduction, celle-ci sur panneaux mobiles pour une société de télévision. En 1995, elle a créé une autre peinture murale pour le Museo de Antropologia appelée Vénérable abuelo maiz.
Bien qu'elle et son mari, García Bustos, soient tous deux étudiants de Kahlo et Rivera, ils n'ont pas travaillé ensemble au cours de leur carrière en raison de leurs différents domaines d'intérêt, à l'exception d'une peinture murale pour l'hôtel Casa Turquesa à Cancún : réalisé en 1997, elle mesure 2,7 × 7 m et est intitulée Realidad y sueno en el mundo maya. Mágico encuentro entre hombres y dioses.
Les œuvres de Lazo sur toile sont moins connues mais sa première œuvre primée s'intitule Por los caminos de la libertad (1944). Son travail a été exposé en Allemagne, en Autriche, en France, aux États-Unis, au Mexique, au Guatemala, en Corée du Sud et dans d'autres pays,.